# Târnava
De Târnava (Hongaars: Küküllő, Duits Kokel) is een rivier in Roemenië en de voornaamste zijrivier van de Mureș.
De eigenlijke Târnava is slechts 28 km lang: zij ontstaat bij Blaj uit de samenvloeiing van twee bronrivieren, die beide in de oostelijke Karpaten ontspringen: de Grote Târnava (Târnava Mare, zuidelijk) en de Kleine Târnava (Târnava Mică, noordelijk). Vanaf de bron van de Grote Târnava is de rivier 249 km lang.
Beide Târnava's ontspringen in het Gurghiugebergte: de Grote Târnava stroomt aanvankelijk in zuidelijke richting en buigt bij Odorheiu Secuiesc af naar het westen. Andere grotere plaatsen aan deze rivier zijn achtereenvolgens Sighișoara en Mediaș. De Kleine Târnava stroomt van meet af aan naar het westen, passeert eerst Sovata en halverwege Târnăveni, een stadje dat naar de rivier genoemd is.
Langs de benedenloop van de Târnava's wordt wijnbouw beoefend.